# Irmãos das Vitualhas
Os Irmãos das Vitualhas (em alemão:  Vitalienbrüder) foram uma guilda organizada de corsários que, mais tarde, voltou-se para a pirataria. Eles afetaram o comércio marítimo durante o século XIV, tanto no Mar do Norte quanto no Mar Báltico.

## A Guilda dos Irmãos das Vitualhas
Durante o século XIV, a Rainha Margarida I da Dinamarca estava combatendo Alberto de Mecklemburgo, pela soberania escandinava. Alberto tinha sido o Rei da Suécia, a partir de 1364, e Duque de Mecklemburgo, a partir de 1383. A Irmandade das Vitualhas foi contratada, em 1392, pelo Duque de Mecklemburgo, para lutar contra a Dinamarca, após a Rainha Margarida ter aprisionado Alberto e seu filho Érico I de Mecklemburgo, a fim de subjugar o Reino da Suécia. Enquanto as forças da Rainha Margarida estavam sitiando Estocolmo, os furadores de bloqueio (blockade runners) que vieram a ser conhecidos como a Irmandade das Vitualhas, engajaram-se na guerra naval e expediam provisões para manter a cidade abastecida. O nome "Irmãos das Vitualhas" deriva da palavra latina "victualia", que significa "provisões", e refere-se à sua primeira missão, que era suprir a cidade sitiada.
Os Irmãos das Vitualhas eram organizados como uma irmandade ou guilda. Seu principal inimigo naval, em 1392, era a poderosa cidade hanseática de Lubeca, que apoiou a Dinamarca na guerra. Separado de Lubeca, a Liga Hanseática, inicialmente, apoiou os Irmãos das Vitualhas. A maioria das cidades hanseáticas não tinha nenhum desejo de uma vitória da Dinamarca, com a sua localização estratégica para o controle das rotas marítimas. Por vários anos, a partir de 1392, os Irmãos das Vitualhas foram um forte poder no Mar Báltico. Eles tinham portos seguros nas cidades de Rostock, Ribnitz, Wismar e Stralsund. Logo, eles se viltaram para a pirataria aberta e a pilhagem costeira. Em 1393, eles saquearam a cidade de Berga, pela primeira vez, e, em 1394, eles conquistaram Malmo. Eles ocuparam partes da Frísia e Eslésvico. Eles também saquearam Turku, Vyborg, Styresholm, Korsholm e o Castelo de Faxeholm, em Söderhamn, na Helsíngia.
No auge de seu poder,os Irmãos das Vitualhas ocuparam a ilha da Gotlândia, na Suécia, em 1394, e instalaram sua sede em Visby. O comércio marítimo no Mar Báltico praticamente entrou em colapso, e a indústria de arenques sofreu com as suas depredações. A Rainha Margarida até procurou o Rei Ricardo II da Inglaterra e procurou fretar navios ingleses para combater os piratas. De 1395 em diante, a Rainha Margarida ganhou vantagem politicamente. Ela uniu a Dinamarca, a Suécia e a Noruega, e formou a União de Kalmar. A Liga Hanseática foi forçada a cooperar com ela, prevendo seu eventual declínio. O Rei Alberto da Suécia concedeu a Gotlândia à aliada Ordem Teutônica como um compromisso jurado (semelhante a um feudo). Um exército de invasão, sob o comando de Konrad von Jungingen (1355 - 1407), Grão-Mestre da Ordem, conquistou a ilha, em 1398, destruindo Visby e expulsando os Irmãos das Vitualhas da Gotlândia.

## Likedeelers, os sucessores dos Irmãos das Vitualhas

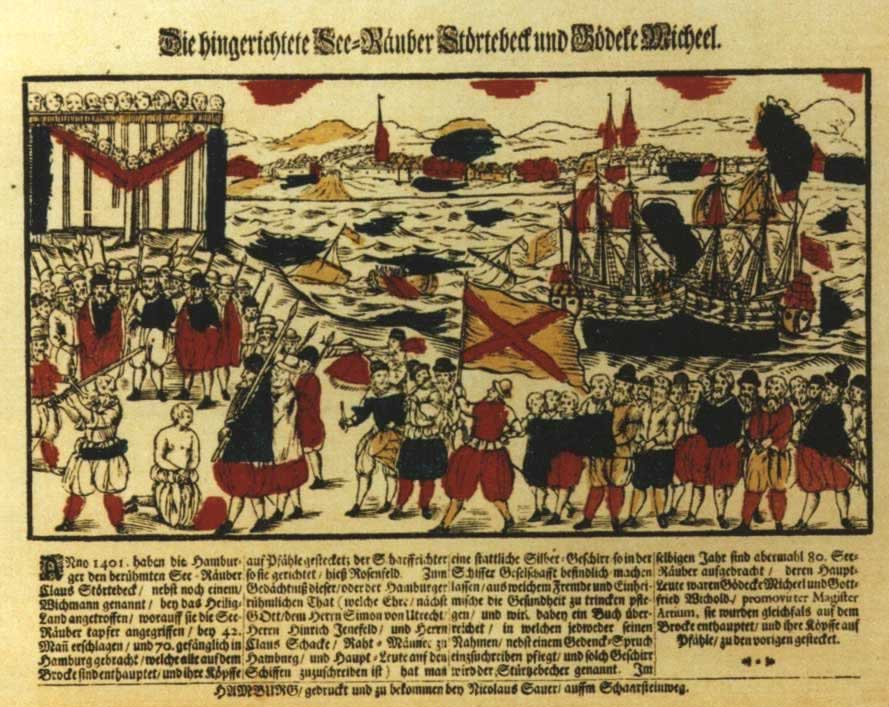
A execução sumária de Störtebeker, em 1401; xilogravura pintada por Nicolaus Sauer, em Hamburgo, em 1701.

Após a derrota dos Irmãos das Vitualhas e a sua expulsão da Gotlândia, em 1398, a Liga Hanseática tentou, repetidamente, mas sem sucesso, controlar totalmente o Mar Báltico. Muitos membros dos Irmãos das Vitualhas ainda permaneciam no mar. Quando eles perderam sua influência no Golfo de Bótnia, no Golfo da Finlândia e na Gotlândia, passaram a operar de Schlei, na boca do Rio Ems e outros locais, na Frísia. Os sucessores dos Irmãos das Vitualhas, deram a si mesmos o nome de Likedeelers ("os que dividem em parte iguais"). Eles dividiam com a população costeira pobre. Eles expandiram suas atividades no Mar do Norte e ao longo do litoral Atlântico, atacando Brabante e França, atingindo até o sul da Espanha.
Seu mais famoso líder foi o Capitão Klaus Störtebeker, que aparece pela primeira vez nos registros, como um Irmão das Vitualhas, em torno de 1394. A palavra Störtebeker, em baixo-alemão, significa "mandar abaixo o copo cheio". Ele supostamente adquiriu esse apelido porque ele podia beber quatro litros de cerveja sem tirar o copo da boca. No entanto, pode ser simplesmente um sobrenome, oriundo de Wismar. Em 1401, o navio de guerra de Hamburgo, Die Bunte Kuh, levando uma pequena frota, sob o comando de Simon de Utrecht, se deparou com as forças de  Störtebeker, perto da Heligolândia. Depois de três dias de batalha, Störtebeker e sua tripulação foram finalmente dominados, presos e executados.
Isto não foi o fim da pirataria e incursões costeiras dos Likedeelers. Em 1429, 28 anos depois da execução de Störtebeker, membros dos Irmãos das Vitualhas atacaram e saquearam a importante cidade comercial de Berga, eventualmente, incendiando-a. Até cerca de 1440, o comércio marítimo, tanto no Mar do Norte quanto no Mar Báltico, estiveram seriamente em perigo de ataque, pelos Likedeelers.

## Leitura complementar
- Konstam, Angus (2008) Pirataria – A História Completa (Osprey Publishing) ISBN 978-1-84603-240-0